# M.F.K.费雪
M.F.K.费雪（1908年7月3日 - 1992年6月22日），是一位美国美食作家。她一生写了27本书，其中就包括让·安泰尔姆·布里亚-萨瓦兰作品的译本。费雪认为，健康饮食是一種生活艺术  。後來M.F.K.费雪成為美国艺术暨文学学会的一員。 